# القيادة العامة لشرطة دبي
شرطة دبي، هي قوة الشرطة التابعة لإمارة دبي، وهي جزء لا يتجزأ من الجهاز الأكبر لشرطة الإمارات العربية المتحدة. تضم قوة شرطة دبي ما يزيد عن 30 ألف موظف من الضباط والأفراد الذين يتميزون بتحصيل الدرجات العلمية رفيعة المستوى في تخصصات متعددة وهم مسؤولون عن حفظ الأمن في منطقة تبلغ مساحتها 4,114 كيلومترًا مربعًا ويبلغ عدد سكانها أكثر من 3.6 ملايين نسمة، ويخضعون لسلطة حاكم دبي، الشيخ محمد بن راشد آل مكتوم.
في الأول من مارس لعام 2017، أصدر الشيخ محمد بن راشد آل مكتوم بصفته حاكمًا لإمارة دبي ورئيسًا لجهاز شرطة دبي قرارًا يقضي بتعيين اللواء عبد الله خليفة المري قائدًا عامًا لشرطة دبي، خلفًا للفريق خميس مطر المزينة.
حازت شرطة دبي على العديد من الجوائز المتميزة في مختلف المجالات، إضافةً إلى تحقيقها للمراكز الأولى في العديد من المؤشرات الأمنية. وتميزت شرطة دبي بمواكبة التطور الحضاري والتكنولوجي، حيث كانت الأولى في العالم العربي في إدخال الخدمات الإلكترونية في أعمالها وإنجازاتها عن بُعد بطرق سريعة وفعّالة. ولكونها واحدة من أكثر قوات الشرطة كفاءةً وتجهيزًا في العالم ولتنفيذها الفعّال لسياسات تطبيق القانون الصارمة، تمكنت شرطة دبي من فرض سيطرتها وخفض معدل الجريمة في دبي.

## التأسيس
تأسست شرطة دبي في الأول من يونيو لعام 1956 بقوة لا يتعدى قوامها 29 فردًا. زاد تعداد قوة شرطة دبي تدريجيًا حتى وصل إلى 106 من ضباط وأفراد عام 1960 وازداد ليصبح 430 في عام 1967. اتخذت شرطة دبي منذ تأسيسها قلعة نايف مقرًا لها وذلك حتى عام 1973، قبل أن تنتقل إلى مقرها الحالي في منطقة الطوار شمال على شارع الاتحاد في إمارة دبي وتتحول قلعة نايف إلى متحف.
في 1956، تولى البريطاني بيتر كلايتون منصب أول قائد عام لشرطة دبي. حيث كان كلايتون عضوًا في قوات ساحل عمان المتصالح وكان صديقاً مقرباً للشيخ زايد بن سلطان آل نهيان، الأب المؤسس الراحل لدولة الإمارات العربية المتحدة ومنذ ذلك الحين، تعاقب على قيادة شرطة دبي ستة قادة وهم بيتر جورج لوريمر، وجاك بريجز، وعبد الله بالهول، وضاحي خلفان تميم، وخميس مطر المزينة. ويشغل منصب قائد القوة حاليًا الفريق عبدالله خليفة المري الذي تولى منصب القائد العام عام 2017.
تعتبر شرطة دبي هي من أكثر الأجهزة تطورًا ومعاصرة لمتطلبات التطور السريع الذي تشهده إمارة دبي. فهي أول مؤسسة شرطية عربية تطبق نظام البصمة الوراثية (D.N.A) في البحث الجنائي، وكذلك أول من استخدم نظام البصمة الإلكترونية، وطبق نظام الإدارة بلا أوراق. كما أنّ شرطة دبي هي أول شرطة عربية تستخدم نظام التموضع العالمي، وتستخدم تحديد مواقع الدوريات عبر الأقمار الاصطناعية. تعمل قوة شرطة دبي أيضًا بشكل وثيق مع الدفاع المدني والطوارئ الطبية وتشتهر بتعاونها مع وكالات إنفاذ القانون في جميع أنحاء العالم.
في عام 2023، أطلقت شرطة دبي أول فريق نسائي للعمليات الخاصة (سوات)، لتعلن بذلك عن تأسيس وتأهيل أول فريق تكتيكي لعناصر الشرطية النسائية في شرطة دبي. وحاليًا تتحدث شرطة دبي عن نية إدخال الروبوتات إلى قواتها لتشكّل 25% من القوات بحلول عام 2030، فضلًا عن إنشاء مراكز شرطة ذكية لا تحتاج إلى موظفين بشريين.
أعلنت شرطة دبي عن مشروع "مركز الشرطة الذكي العائم"، الذي أطلقه صاحب السمو الشيخ محمد بن راشد آل مكتوم ضمن خطة استراتيجية بقيمة 2 مليار درهم. يُعد الأول في الشرق الأوسط وسيكون جاهزًا بحلول 2026، لتقديم خدمات شرطية ذكية متطورة بست لغات لسكان الجزر ومرتادي البحر.

### القادة العامون لشرطة دبي
| اسم القائد العام    | سنة الخدمة      |
| ------------------- | --------------- |
| بيتر إتش كلايتون    | 1956 - 1958     |
| بيتر جورج لوريمر    | 1958 - 1965     |
| جاك بريجز           | 1965 - 1975     |
| عبد الله بالهول     | 1975 - 1980     |
| ضاحي خلفان تميم     | 1980 - 2013     |
| خميس مطر المزينة    | 2013 - 2016     |
| عبدالله خليفة المري | 2017 – حتى الآن |

## الإدارات
تعمل قوة شرطة دبي تحت قيادة قائد عام ونائبه، واللذان يعملان بدورهما تحت إشراف رئيس الشرطة ونائبه. يشكل القائد العام جزءًا من مكتب تنظيمي يضم مركز دعم صنع القرار، وينظم 21 إدارة:

### الإدارة العامة للعمليات
تعتبر هذه الإدارة القلب النابض لقوة شرطة دبي. تساعد خطوط الهاتف التي تعمل على مدار الساعة في مراقبة جميع دوريات الشرطة التابعة لهذه الإدارة إلكترونيًا، حيث تضم هذه الإدارة 2000 خط هاتف أرضي و178 جهاز فاكس، وتُستخدم أجهزة الاتصال اللاسلكي لتحديد موقع أفراد الدوريات المتنقلة والراجلة. تنسق الإدارة أيضًا جميع استجابات الطوارئ وعمليات البحث والإنقاذ في البر والبحر.

### الإدارة العامة للذكاء الاصطناعي
تأسست هذه الإدارة في عام 2001 كجزء من أهداف الشيخ محمد بن راشد آل مكتوم، رئيس وزراء دولة الإمارات العربية المتحدة، لتشكيل حكومة إلكترونية بالكامل. في عام 2014، زوّد المدير العام خالد ناصر الرزوقي قوات شرطة دبي بنظارة غوغل الذكية لإصدار الغرامات وتحديد السيارات المطلوبة. في عام 2018، تغيّر اسم الإدارة ليتناسب مع التوجه الحكومي الجديد نحو الذكاء الاصطناعي ليصبح الإدارة العامة للذكاء الاصطناعي. في عام 2022، أطلقت الإدارة العامة للذكاء الاصطناعي 74 مشروعًا، بلغت نسبة الإنجاز فيها 95% في عام 2023. وتسهم الإدارة العامة للذكاء الاصطناعي في تعزيز تميز شرطة دبي عبر تطوير وتطبيق أنظمة الذكاء الاصطناعي، والتحول الرقمي، والتقنيات الذكية، إلى جانب برامج تحليل البيانات.

### إدارات أخرى[36]
- الإدارة العامة للشؤون الإدارية

- الإدارة العامة للموارد البشرية
- الإدارة العامة للمالية
- الإدارة العامة للنقل والإنقاذ
- الإدارة العامة للمرور
- الإدارة العامة لأمن الهيئات والمنشآت والطوارئ
- الإدارة العامة لمكافحة المخدرات
- الإدارة العامة للتحريات والمباحث الجنائية
- إدارة المراسم والتشريفات
- إدارة الرقابة المالية
- الإدارة العامة للتميز والريادة
- الإدارة العامة لأمن المطارات
- الإدارة العامة لإسعاد المجتمع
- الإدارة العامة للدعم اللوجستي
- الإدارة العامة للتدريب
- الإدارة العامة لحقوق الإنسان بشرطة دبي
- الإدارة العامة للأدلة الجنائية وعلم الجريمة
- الإدارة العامة للمؤسسات العقابية والإصلاحية
- إدارة المعلومات الجنائية

## مراكز الشرطة
تضم شرطة دبي حاليًا اثني عشر مركزًا في المدينة:
- مركز شرطة الرفاعة

تأسس مركز شرطة الرفاعة في سبعينيات القرن الماضي لتأمين منطقة بر دبي. وقد أعيد افتتاحه في مقرات مختلفة في مناسبتين، عامي 1979 و1992.
- مركز شرطة المرقبات

تأسس مركز شرطة المرقبات في عام 1974.
- مركز شرطة الراشدية

تأسس مركز الراشدية عام 1976 كمركز تابع للمرقبات، لكنه أصبح مركز شرطة مستقل عام 1984، ونثقل مقره إلى مبنى أحدث عام 2000.
- مركز شرطة نايف

شُيدت قلعة نايف، وهي المقر الأصلي لقوة شرطة دبي، في عام 1929، واستُخدمت كسجن حتى تأسيس القوة في عام 1956.
- مركز شرطة القصيص

تأسس مركز شرطة القصيص في عام 1977 وانتقل إلى مقره الجديد في عام 1999.
- مركز شرطة حتا

تأسس مركز شرطة حتا في عام 1974، وانتقل أيضًا إلى مقر جديد في عام 1976.
- مركز شرطة ند الشبا

أفتتح مركز شرطة ند الشبا عام 1994 في زعبيل، قبل أن ينقل ألى مقره الجديد الحالي.
- مركز شرطة جبل علي

تأسس مركز شرطة جبل علي عام 1971 ورمم عام 2000.
- مركز شرطة الموانئ

تأسس مركز شرطة الموانئ سنة 1968 كقسم ملحق بمركز شرطة بر دبي، بأوامر من الشيخ راشد بن سعيد آل مكتوم حاكم دبي آنذاك، ويشرف المركز حاليًا على ميناء راشد.
- مركز شرطة بر دبي

تأسس مركز شرطة بر دبي عام 1979.
- مركز شرطة البرشاء

أُفتتح مركز شرطة البرشاء الجديد عام 2014 ويعمل على تعزيز التغطية الأمنية في البرشاء والمناطق المحيطة بها.
- مركز شرطة الخوانيج

أُفتتح هذا المركز الجديد في عام 2022 ويعمل على تعزيز التغطية الأمنية في الخوانيج والمناطق المحيطة بها، ويعتبر هذا المركز بمثابة مركز شرطة ذكي وهي أحد الفروع المختلفة لمراكز الشرطة الذكية المنتشرة في دبي.

## الخدمات
تقدم شرطة دبي مجموعة متنوعة من الخدمات للجمهور، من أهمها:

### فتح شكوى جنائية
تهدف هذه الخدمة إلى تمكين أفراد الجمهور والشركات والمؤسسات الحكومية المتضررة لتقديم البلاغات، بمختلف أوصافها (مثل: خيانة الأمانة، السب والقذف، الإساءة عبر الهاتف المحمول، التهديد، الإزعاج، الاعتداء وغيرهم)، وذلك لضمان حقوقهم والتنسيق مع الجهات المختصة لإحالة ملف البلاغ إلى الجهات القضائية.

### الجرائم الإلكترونية
تتيح هذه الخدمة الذاتية للجمهور تسجيل شكوى خاصة بالجرائم الإلكترونية سواء كانت الواقعة على الأشخاص أو على ممتلكاتهم. تختص هذه الخدمة بالجرائم التي تقع ضمن النطاق الجغرافي لمدينة دبي والأشخاص المستفيدون من هذه الخدمة هم الأشخاص المتضررين من الجرائم.

### الأمن السياحي
هذه الخدمة تتيح للعملاء تقديم بلاغ أو شكوى إلى إدارة الشرطة السياحية، عن طريق موقع شرطة دبي الإلكتروني، أو بالحضور شخصيًا إلى المركز، أو عبر البريد الإلكتروني، أو الاتصال برقم الهاتف المجاني (901). كما يمكنهم متابعة الشكوى وحلها من خلال تقديم المشورة والرد على الاستفسارات الأمنية.

### الاستعلام الجنائي في القضايا المالية
أطلقت شرطة دبي هذه الخدمة بالتعاون مع الإدارة العامة للتحريات والمباحث الجنائية للجمهور للاستعلام عن الحالة الجنائية في القضايا المالية المسجلة في مراكز شرطة دبي وكذلك الاستعلام عن منع السفر في مثل هذه القضايا على مدار الساعة سواء في مراكز الشرطة بدبي أو قيادات الشرطة بالدولة أو الجهات القضائية.

### الاستعلام عن المخالفات المرورية ودفعها
تتيح هذه الخدمة للجمهور الاستعلام ودفع المخالفات المرورية المسجلة على المركبة أو على رخصة القيادة. والمستفيدون من هذه الخدمة هم الأفراد والمنظمات.

### شهادة فقدان
خدمة أطلقتها شرطة دبي للمتعاملين لتمكينهم من الحصول على شهادة فقدان خاصة بالوثائق والشهادات الرسمية وغير الرسمية، أو فقدان لوحة أرقام مركبة، أو الأموال أو المواد العينية.

### بحث الحالة الجنائية
خدمة أطلقتها شرطة دبي لتمكين أفراد المجتمع من الحصول على شهادة تثبت حسن سيرتهم وسلوكهم في دولة الإمارات من الناحية الأمنية والجنائية، وذلك لتقديمها للجهات الرسمية التي تطلب هذا النوع من الشهادات؛ سواء بغرض، العمل، الدراسة، الهجرة، الحصول على ترخيص، أو أي أغراض أخرى.

### خدمة تأمين مسكن
خدمة أطلقتها شرطة دبي للمتعاملين قاطني الفلل الاستفادة من الدوريات المتواجدة في الأحياء السكنية في مراقبة مساكنهم خلال تواجدهم خارج الدولة على مدار 24 ساعة طوال العام على أن يراقب المالك مسكنه عبر الكاميرات وأجهزة الاستشعار والأنظمة الذكية.

### على دربك
أطلقت القيادة العامة لشرطة دبي، بالتعاون مع مجموعة اينوك، في عام 2015 مبادرة " على دربك"، والتي تعنى بإصدار بلاغات الحوادث المرورية البسيطة في وقت قياسي. ما يسهم في إسعاد المتعاملين، وتحقيق الانسياب المروري. هذه الخدمة متاحة في 22 محطة وقود منتشرة في جميع أنحاء دبي مع خلال أكثر من 250 موظف مدربين لتقديم هذه الخدمات. تساعد هذه المبادرة السائقين في المدينة في إصدار تقارير تتعلق بالحوادث البسيطة حال وقوعها. في عام 2024، أضافت شرطة دبي خدمتين جديدتين إلى باقات خدمات مبادرة على دربك، وهما عين الشرطة وخدمة الإبلاغ عن الجرائم الإلكترونية.

### الاستجابة للطوارئ
حققت شرطة دبي متوسط زمن استجابة للطوارئ بلغ دقيقتين و24 ثانية خلال الربع الثالث من عام 2023، مما يعكس كفاءة عالية في التعامل مع الحالات الطارئة. تعتمد شرطة دبي على تقنيات متقدمة، بما في ذلك الطائرات المسيرة (الدرونز)، لتعزيز سرعة الاستجابة للحوادث. وتتميز طائرات الشرطة المسيرة بعلامات زرقاء تميزها عن غيرها، حيث تساهم هذه التقنية في تقليل زمن الوصول إلى مواقع الطوارئ وتحسين كفاءة العمليات الشرطية.

## مراكز الشرطة الذكية

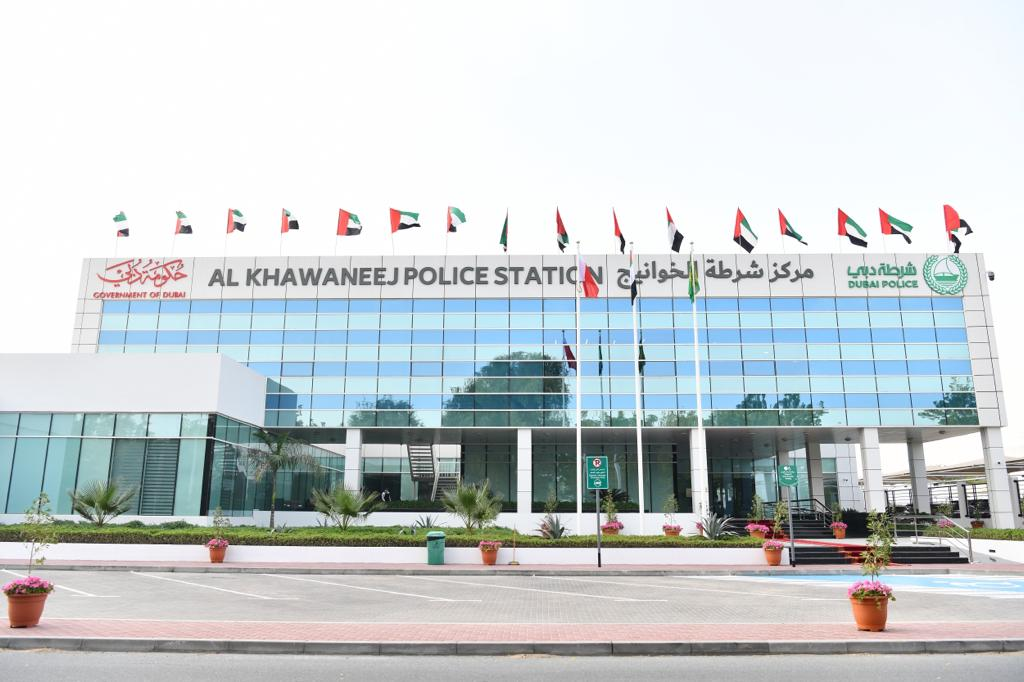
مركز شرطة الخوانيج الذكي في دبي

مراكز الشرطة الذكية (SPS) هي سلسلة من المراكز الذاتية الجديدة التي تقدم خدمات شرطة ذكية في جميع أنحاء دبي. تتيح هذه الخدمة للعملاء التقديم رقميًا على مجموعة من الخدمات، مثل الخدمات الجنائية، المرورية، التصديقات، وغيرها، دون الحاجة إلى زيارة مركز الشرطة شخصيًا.

### التأسيس
أُفتتح أول مركز شرطة ذكي في دبي عام 2017 في منطقة "سيتي ووك"، ويُعد نموذجًا مبتكرًا لمراكز الشرطة الذاتية بالكامل، إذ يتيح هذا المركز التفاعلي المتكامل لأفراد المجتمع الاستفادة من خدمات شرطة دبي التي تُقدَّم عادةً في مراكز الشرطة التقليدية، دون الحاجة إلى أي تدخل بشري. ويتميز المركز الذكي بقدرته على تقديم 27 خدمة رئيسية و33 خدمة فرعية على مدار الساعة، مما يجعله نقلة نوعية في مجال الخدمات الشرطية الرقمية. 

### مواقع مراكز شرطة دبي الذكية:[83]
يوجد حاليًا العديد من مراكز الشرطة الذكية في مختلف أنحاء دبي من أبرزها:
- منطقة سيتي ووك[84][85]
- منطقة لا مير دبي[86][87]
- حي دبي للتصميم[88]
- السيف[89][90]
- نخلة جميرا[91]

- المرابع العربية[92]
- مركز شرطة البرشاء الذكي[93][94]
- مركز شرطة جبل علي الذكي[95]
- اكسبو 2020[96]
- مركز شرطة المرقبات الذكي، (أول مركز شرطة يحصل على تصنيف 6 نجوم)[97][98]
- واحة دبي للسيليكون (ووك إن)[99][100]
- مركز الشرطة الذكي بدافزا[101][102]
- مبنى الاستقبال للقيادة العامة لشرطة[103]
- نقطة شرطة الضواحي بالعياص[104]
- نقطة شرطة الضواحي بالليسيلي[105]
- مركز شرطة الخوانيج الذكي[106]

### خدمات مراكز شرطة دبي الذكية:
يوجد حاليًا 22 مركز شرطة ذكي، وتعمل هذه المراكز على مدار 24 ساعة يوميًا، بما في ذلك عطلات نهاية الأسبوع والأعياد. توفر هذه المراكز خدماتها بست لغات مختلفة، وتقدم الخدمات ضمن الفئات التالية:
- الخدمات الجنائية
  - يُمكن للعملاء التسجيل لطلب دعم الضحايا، والإبلاغ عن شيكات مرتجعة، وتقديم شكاوى عمالية، وطلب المساعدة من خدمة "عين الشرطة"، وتقديم بلاغات جنائية، وطلب خدمات الأمن المنزلي، والاستفسار عن بلاغات الشرطة، والإبلاغ عن جرائم الاتجار بالبشر.[109][110]
- الخدمات المرورية
  - تقدم الخدمات المرورية في نظام خدمات مراكز الشرطة الذكية (SPS) خدمات إعادة إصدار تقرير حادث مروري، والتقديم للحصول على طلب شهادة بحث الحالة المرورية، والتقديم لتغيير لون المركبة، ودفع المخالفات عبر الإنترنت وخدمة الإبلاغ عن المركبة المعرقلة[111][112]

- الشهادات والتصاريح
  - يمكن للعملاء التقدم بطلب للحصول على شهادات فقدان الممتلكات، شهادات بحث الحالة الجنائية، تصاريح دخول الجثامين، تصاريح العمل الليلي، تصاريح إغلاق الطرق، شهادات التخليص، وشهادات لمن يهمه الأمر.[113][112]
- الخدمات المجتمعية
  - تتيح مراكز شرطة دبي الذكية (SPS) للعملاء التقدم بطلبات للحصول على خدمات الأمن السياحي، طلبات تأمين الفعاليات، طلبات توفير القادة شرطة في خدمتكم، الوظائف الشاغرة، خدمات مرضى القلب، توصيل العناصر المفقودة والبحث عن العناصر المفقودة.[112]

## أسطول سيارات شرطة دبي

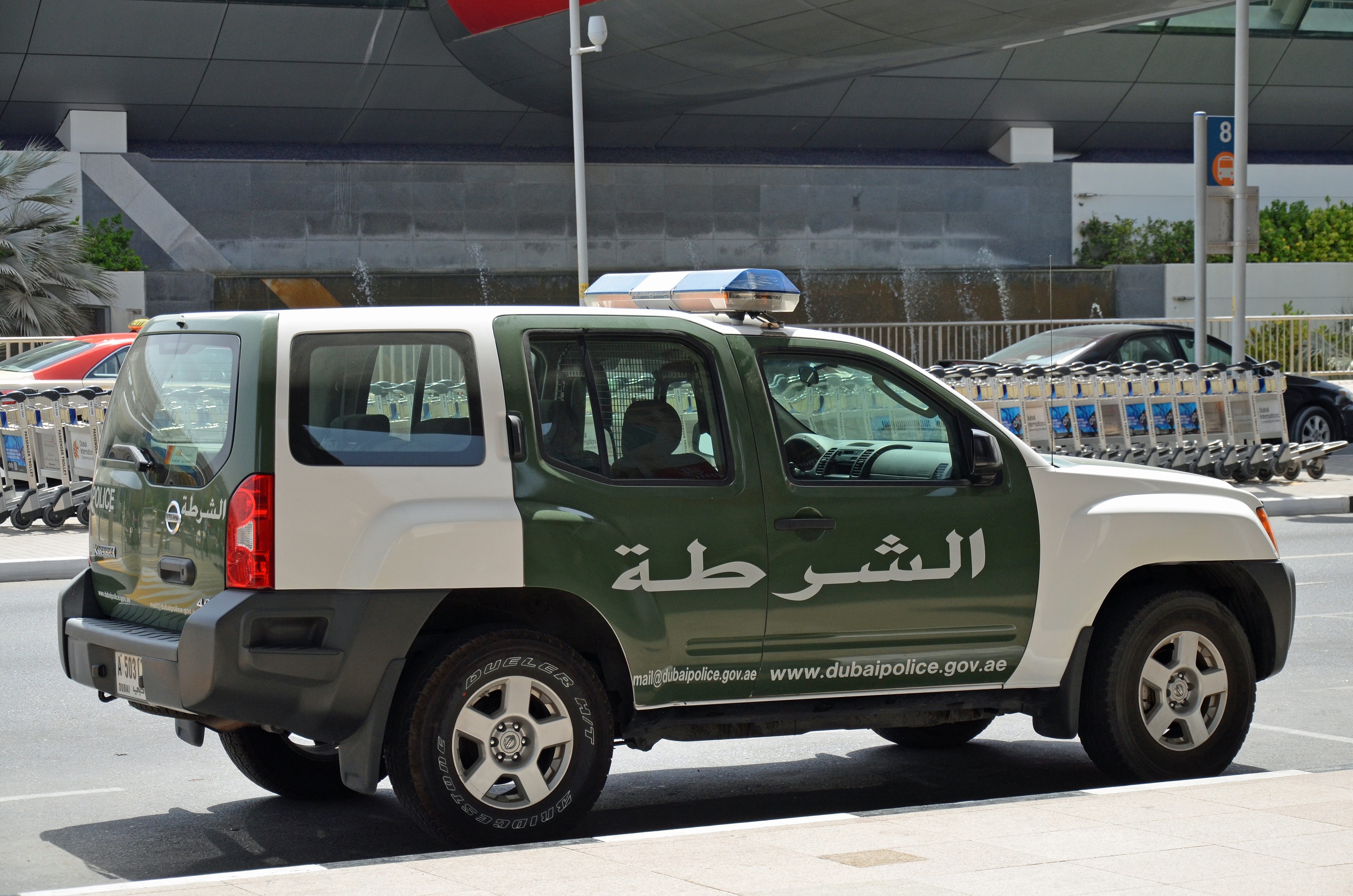
سيارة نيسان إكستيرا تابعة لشرطة دبي

تمتلك شرطة دبي أسطول سيارات هائل بلون أبيض وأخضر داكن، مع أضواء طوارئ زرقاء. تحمل كل مركبة شرطة في دبي عنوان الموقع الإلكتروني وعناوين البريد الإلكتروني الخاصة بقوة الشرطة:
تستخدم قوة الشرطة سيارات دودج تشارجر ونيسان باثفايندر وتويوتا لاند كروزر. كما تم رصد مركبات شرطة أخرى مثل تويوتا برادو وفورتشونر ونيسان إكستيرا وشيفروليه لومينا. وتشغل قوة الشرطة أيضًا أسطولًا من سيارات BMW الفئة الخامسة الطراز E60. من حيث سيارات الدفع الرباعي، لديهم سيارة مرسيدس G-Wagen معدلة من قبل شركة برابوس (والمعروفة باسم G700، والتي كُشف عنها في معرض دبي للسيارات 2013)، بالإضافة إلى على الأقل واحدة من طراز عادي. وتأتي شاحنات النقل في أسطول المركبات مزودة بروافع لسحب أو إنقاذ المركبات أو الأشياء الأخرى بسهولة.
في عام 2013، قدمت قوة الشرطة سيارات دوريات صديقة للبيئة جديدة. بالإضافة إلى السيارات، تستخدم قوة الشرطة أيضًا الدراجات النارية والمروحيات والقوارب.

### المركبات الفارهة

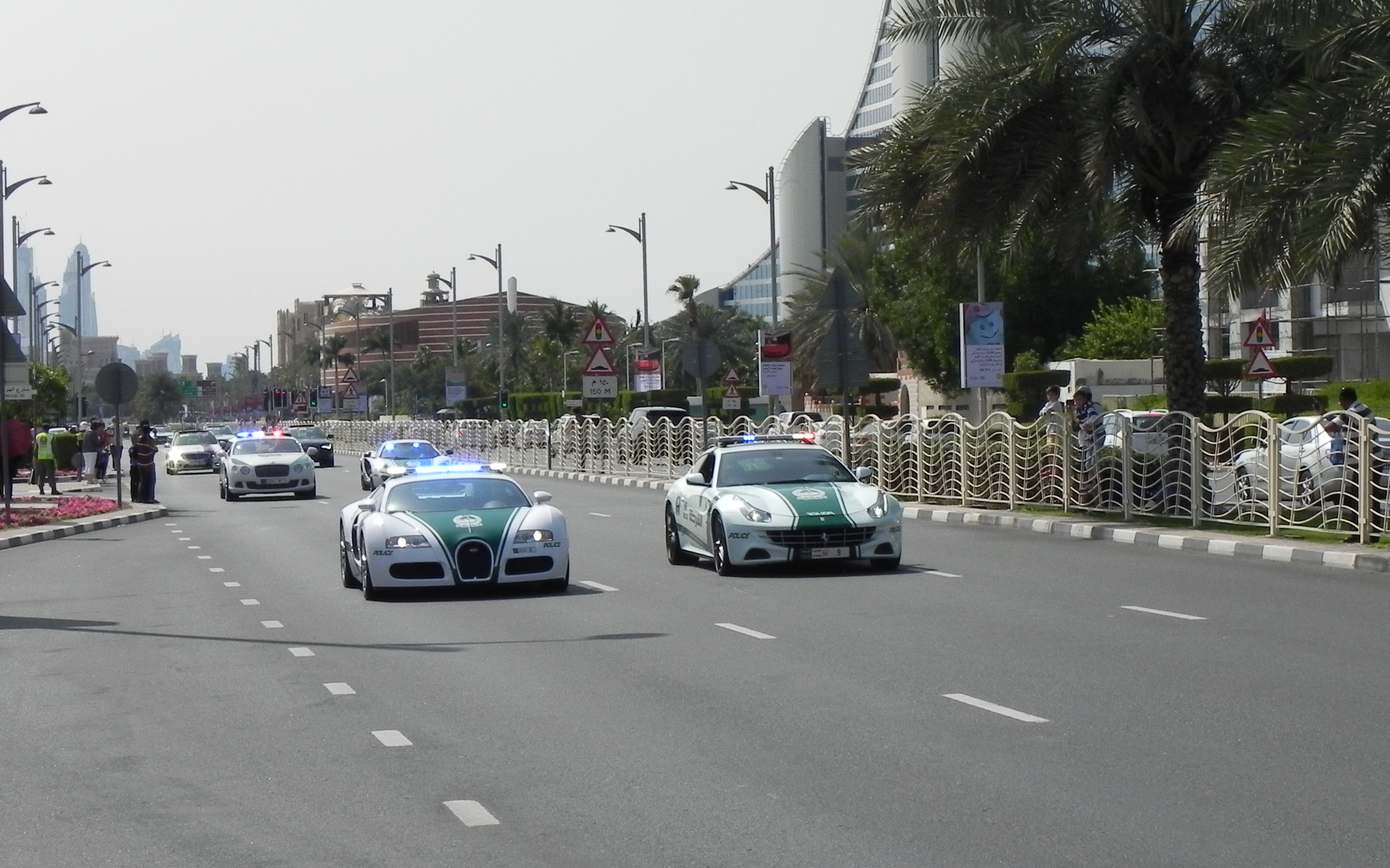
سيارتي بوغاتي فيرون وفيراري FF التابعتين لأسطول شرطة دبي

تشغل قوة شرطة دبي مجموعة متنوعة من سيارات الأداء العالي والسيارات الفاخرة والسيارات الخارقة والفارهة لأغراض الشرطة. إن ندرة هذه المركبات وتكلفتها العالية، بالإضافة إلى دورها غير المألوف في أعمال الشرطة، تميل إلى جذب اهتمام الأجانب. ومع ذلك، فإن الاعتقاد بأنها سيارات دوريات قياسية أو مستخدمة في عمليات المطاردة غير صحيح - حيث لا تستخدم السيارات الفارهة سوى لإنفاذ قوانين المرور في المناطق السياحية، وتتم أعمال الشرطة في باقي أنحاء المدينة، بما في ذلك الاستجابة للطوارئ والمطاردات، من خلال وحدات الدوريات العادية في سيارات الدوريات الأرخص.
منحت موسوعة غينيس للأرقام القياسية قوة شرطة دبي لامتلاكها أسرع سيارة في العالم، وهي بوغاتي فيرون في عملية الخدمة. لها سرعة قصوى تبلغ 253 ميلاً في الساعة (407 كيلومترات في الساعة). كما أنها تتميز بمحرك 16 أسطوانة بقدرة على توليد 1000 حصان. يستغرق التسارع من 0 إلى 60 ميلاً في الساعة ثانيتين ونصف الثانية. وكان الرقم القياسي السابق يعود إلى قوة الشرطة الإيطالية، وهي لامبورغيني غالياردو LP560-4.

### من بين أسطول سيارات شرطة دبي:
- ألفا روميو جوليا[130]
- الفا روميو ستيلفيو[131]
- أستون مارتن وان-77[132]
- أستون مارتن فانتاج[133]
- أودي آر 8[134]
- بنتلي كونتيننتال جي تي[135]
- بنتلي بنتايجا[136]
- بي ام دبليو i3[137]
- بي ام دبليو i8[138]
- بي ام دبليو M6 جران كوبيه[139]
- بوغاتي فيرون[140]
- كاديلاك سي تي 5[141]
- شيفروليه كمارو SS[142]
- دودج فايبر[143]
- فيراري FF[144]
- فورد موستانج روش[145]
- جينيسيس GV 80[146][147]
- هونشي E-HS9[148]
- جاكوار إف تايب[149]
- هامر H3[150]
- لامبورغيني أفينتادور[151]
- لامبورجيني اوروس[152]
- لكزس جي اس[153]
- لكزس آر إس إف[154]
- مازيراتي جران توريزمو[155]
- مكلارين 570S[156]
- ماكلارين 650 إس[157]
- ماكلارين MP4-12C
- مرسيدس AMG جي تي آر[158]
- مرسيدس AMG GT كوبيه بأربعة أبواب[159]
- مرسيدس بنز G 63 AMG من برابوس[160]
- مرسيدس بنز إس إل 63[161]
- مرسيدس بنز SLS AMG[162]
- نيسان جي تي آر[163]
- بورش 918 سبايدر[164]
- رولز رويس رايث[165]
- تويوتا جي آر سوبرا[166]
- تسلا سايبر[167]
- 13 سيارة كهربائية من طراز رينو زوي [168]
- زيكر 001[169]
- لوسِد اير جراند تورينج[170]
- إكسبينج الكهربائية[171]
- إم جي آر إكس 9[172]
- رام تي آر إكس[173]
- لوتس الكهربائية[174]
- شيري تيجو 8 الكهربائية[175]
- مركبة XPENG الكهربائية[176]
- غياث سوات[177][178]

### الدراجات النارية
في إطار حرص القيادة العامة لشرطة دبي الدائم على اعتماد أحدث التقنيات في العمل الأمني، أضافت شرطة دبي دراجات فارهة إلى أسطولها لتعزيز السلامة وسرعة الاستجابة. تتميز الدراجات بتقنيات الذكاء الاصطناعي، وكاميرات مراقبة متصلة بمركز القيادة والسيطرة، ومنها بتصميم ثلاثي العجلات لسهولة التحكم والثبات. تهدف هذه الإضافة إلى تحسين جودة الخدمات المقدمة، وزيادة الحضور الشرطي في الميدان، وترسيخ ثقة الجمهور في الأداء الشرطي.

#### من بين أسطول دراجات شرطة دبي:
- ياماها آر1[182]
- ياماها R6[182]
- هوفيرسيرف هوفر بايك[183]
- كاوازاكي كونكور 1400[184]
- هارلي الفارهة[185]
- دراجات كانام الفارهة[186]

## المبادرات البارزة

### مدارس حماية
مدارس حماية هي أحد المشاريع والمبادرات التي أطلقتها شرطة دبي بهدف إسعاد موظفيها وتوفير الدعم لهم عبر توفير فرص تعليم ابناءهم في هذه المدارس مجانًا، لمختلف المراحل التعليمية، وهي مدارس معتمدة من وزارة التربية والتعليم بدولة الإمارات العربية المتحدة.
استوعبت أول مدرسة تابعة لحماية في فرعها بمنطقة الكرامة في دبي ١٤٠٠ طالب وطالبة، وقد كان التسجيل فيها للمرحلتين الابتدائية والمتوسطة، وفق الأنظمة والقوانين واللوائح التي تنظمها وزارة التربية والتعليم وهيئة المعرفة والتنمية البشرية في دبي فيما يتعلق بنظام الالتحاق التعليمي المدرسي.

### حفل التخريج
أقامت مدارس حماية حفل تخريج الدفعة الأولى من طلابها وطالبتها للسنة الدراسية 2022-2023 والبالغ عددهم 187 خريجًا في نادي الضباط في شهر يوليو من عام 2023 وقد كرم الخريجين معالي الفريق عبدالله خليفة المري القائد العام لشرطة دبي بحضور نخبة من قيادات شرطة دبي وأولياء أمور الطلبة.

### مبادرة (همم)
أطلقت القيادة العامة لشرطة دبي ممثلة بالإدارة العامة للتدريب، وبالتعاون مع نادي دبي لأصحاب الهمم، مبادرة (همم)، التي ضمنت تخصيص 19 مقعداً تعليميا لأصحاب الهمم في منصة كورسيرا، والحصول على شهادات معتمدة من المنصة وشركة غوغل العالمية، بهدف دعم أصحاب الهمم، ومدهم بالمقومات اللازمة للتعلم والعمل والاندماج في المجتمع.

### تحدي الإمارات للفرق التكتيكية
هو حدث تنظمه شرطة دبي تصل قيمة جوائزه إلى 260 ألف دولار أمريكي. ويعد "تحدي الإمارات للفرق التكتيكية " الحدث الأكبر من نوعه في مجال عمل الوحدات الخاصة والفرق التكتيكية، وتشارك فيه العديد من الدول ويسعى التحدي إلى تعزيز مستوى التنافسية، وزيادة مساحة تبادل الخبرات بين الفرق التكتيكية المشاركة، وإتاحة المجال للتعرف على أحدث الممارسات العالمية في مجال عمل فرق وحدات التدخل السريع، وقياس مدى الكفاءة والجاهزية في التعامل مع التحديات المُختلفة.

### جائزة القائد العام للتميز
جائزة القائد العام للتميز هي جائزة تكريمية رفيعة المستوى تمنحها شرطة دبي لأصحاب الإنجازات البارزة في الأداء الوظيفي والمؤسسي من كافة الفئات، بما يشمل الضباط، والأفراد، والمدنيين، إضافةً إلى الإدارات العامة ومراكز الشرطة، وذلك في إطار ترسيخ ثقافة التميز والابتكار في العمل الأمني والمؤسسي.

### مبادرة «الروح الإيجابية»
أطلقت القيادة العامة لشرطة دبي مبادرة «الروح الإيجابية» عام 2017، بهدف الارتقاء بجودة الحياة وتعزيز الانسجام الاجتماعي، إلى جانب ترسيخ عدة قيم منها التسامح والتعايش وتنظيم الفعاليات الرياضية والمجتمعية بالتعاون مع الشركاء الإستراتيجيين، وتقديم التوعية المجتمعية بالعمل الشرطي والأمني ما يؤدي إلى رفع مستوى الثقة بالشرطة ورفع مستوى الوعي الاجتماعي بعملها.وقد فازت مبادرة "الروح الإيجابية" بشرطة دبي، بجائزة الاتحاد العربي للثقافة الرياضية، عن فئة “ المبادرة الشبابية لعام 2023”.

### القمة العالمية الشرطية
تستضيف القيادة العامة لشرطة دبي القمة العالمية الشرطية التي تعقد سنويًا في دبي وتعد منصة عالمية تخصصية رائدة لكل العاملين في المجالات الشرطية والأمنية ووكالات إنفاذ القانون، بتمكينها المشاركين والمهتمين من تعزيز قنوات التواصل بين كافة الأجهزة الأمنية من مختلف أنحاء العالم، واستعراض أحدث التجارب الأمنية والتقنية المتخصصة.

### إشراك الأطفال
أنتجت شرطة دبي سلسلة كرتونية جديدة للأطفال بعنوان "الضابط منصور"، تهدف إلى تقديم محتوى تعليمي وآمن للأطفال الصغار. تركز السلسلة على تعزيز الوعي بالسلامة وتوفير معلومات تعليمية بأسلوب ممتع وجذاب يناسب الفئة العمرية المستهدفة.

### الشرطة النسائية
في سبتمبر 2024، أعلنت شرطة دبي بحضور الفريق عبدالله خليفة المري عن تخريج أول فريق إنقاذ بري نسائي بالكامل في تاريخها الممتد لـ 53 عامًا. يضم الفريق 18 شرطية من صف الضباط يتولين مهامًا كانت تقليديًا مقتصرة على الرجال، مما يمثل إنجازًا بارزًا في الإمارات والشرق الأوسط. جاء هذا ضمن استراتيجية شرطة دبي لتمكين المرأة في المجالات الأمنية والشرطية وتعزيز مشاركتها في عمليات الإنقاذ والطوارئ.

### شرطة الذكاء الاصطناعي
قدمت شرطة دبي ضابط شرطة رقمي يعمل بالذكاء الاصطناعي لتقديم المساعدة للسياح والمساعدة في الاستفسارات والشكاوى.

## التعليم
في عام 2024، أطلقت شرطة دبي النسخة الافتتاحية من الدبلوم التخصصي في الابتكار الشرطي والقيادات الدولية (PIL)، بمشاركة 46 ضابطًا يمثلون 31 دولة من مختلف أنحاء العالم. ويُعد هذا البرنامج فريدًا من نوعه على مستوى المنطقة، إذ يتألف من ثمانية مواد تعليمية تهدف إلى تعزيز الكفاءة في القيادة، والابتكار، وعلوم الأمن المستقبلية. وقد جاءت هذه المبادرة نتيجة تعاون مشترك بين الإدارة العامة للتدريب في شرطة دبي ومعهد روتشستر للتكنولوجيا في دبي.

### الأكاديمية
أكاديمية شرطة دبي تُعد الحاضنة العلمية والمعرفية للقيادة العامة لشرطة دبي، حيث تضطلع بدور محوري في توفير الموارد والخبرات التي تعزز جهود الإدارات المختلفة لتحقيق الأهداف الاستراتيجية في مجالات التعليم الأكاديمي، والتدريب المتخصص، والبحث العلمي. تقدم أكاديمية شرطة دبي العديد من الدرجات العلمية، مثل درجة الليسانس في القانون وعلوم الشرطة، ودرجة الماجستير في القانون (مع عدة تخصصات)، ودرجة الدكتوراه في القانون.

## إنفاذ قوانين المرور والغرامات
شرطة دبي مسؤولة عن تطبيق قوانين المرور، بما في ذلك فرض العقوبات المرورية داخل إمارة دبي. في يوليو 2023، تم إدخال تعديلات على قانون المرور بموجب المرسوم رقم 30 لعام 2023. أصدر المرسوم محمد بن راشد آل مكتوم، نائب رئيس دولة الإمارات العربية المتحدة ورئيس مجلس الوزراء. وشملت هذه التعديلات تغييرات جوهرية على العقوبات المتعلقة بمخالفات مرورية مختلفة، بما في ذلك حجز المركبات.

## دورها الإصلاحي
أسست شرطة دبي إدارة لرعاية «حقوق الإنسان» ضمن هيكلها الإداري. وقد حصلت على عدة جوائز في المنافسات الإدارية - محلياً ودولياً. ومن ضمنها جائزة دبي للأداء الحكومي ودرجة الأيزو 2000:9001 في تطبيق أنظمة إدارة الجودة في جميع مجالات العمل الشرطي.

## أحداث بارزة
- من أهم العمليات التي قامت بها شرطة دبي هو الكشف السريع عن احداث اغتيال القيادي في حركة حماس محمود المبحوح الذي اغتاله الموساد الإسرائيلي في أحد فنادق دبي.[219][220]
- التعاون مع الجهات المختصة لتفكيك خلية تابعة لتنظيم الاخوان (المسلمين) كان يطمح لقلب نظام الحكم بالدولة.[221][222]
- أحبطت شرطة دبي سرقة ماسة وردية نادرة قيمتها 25 مليون دولار في عملية نوعية أطلق عليها اسم "بينك دايموند"، وضبطت العصابة المتورطة قبل تهريب المساة خلال ثماني ساعات باستخدام الذكاء الاصطناعي.[223][224][225]

## جوائز
- جائزة تحدي المنظمة الأوروبية لإدارة الجودة EFQM عن فئة التنوع والاندماج والمساواة بين الجنسين لعام 2021 وذلك عن مبادرات مجلس الشرطة النسائي لإسعاد المجتمع.[226]
- جائزة أفضل جهة في تطبيق التكنولوجيا في مجال الموارد البشرية المقدمة من المنظمة الأمريكية للموارد البشرية في العام 2023، كما فازت بالمركز الثاني لنفس الجائزة عن فئة أفضل جهة في تطبيق جودة الحياة والصحة.[227]
- جائزة القوى البشرية العاملة الآسيوية التي تم الإعلان عنها خلال فعاليات القمة السنغافورية للقوى البشرية العاملة في العام 2015.[228]
- فاز مشروع فجوة الذي طورته شرطة دبي بالتعاون مع مؤسسة حكومة دبي الذكية بجائزة التميز والابتكار في استخدام التكنولوجيا في مجال إدارة الموارد البشرية المقدمة من BOC Global Events &Training Group في المملكة المتحدة.[229]
- جائزة الاتحاد الدولي لمنظمات التدريب والتنمية IFTDO عن فئة الابتكار في الممارسات وذلك عن مبادرة التدريب الافتراضي في شرطة دبي.[230]
- حصلت شرطة دبي خلال العام2021 على ما يقارب  53 جائزة محلية وإقليمية وعالمية، في جوائز التميز المؤسسي والوظيفي والإداري[231]
- نالت شرطة دبي سبع جوائز تميز من «الجمعية الدولية لقادة الشرطة 2023»، التي تعد أكبر مُنظمة مهنية في العالم وأكثرها نفوذاً لقادة الشرطةوتوزعت جوائز شرطة دبي ، بين ثلاث جوائز على مستوى المبادرات، وأربع على المستوى الفردي[232]
- حصدت القيادة العامة لشرطة دبي 3 جوائز تميز من جائزة "الجمعية الدولية لقادة الشرطة 2024"، خلال مؤتمر الجمعية المُنعقد في الولايات المتحدة الأمريكية.[233]

## موقع خارجي
- الموقع الرسمي
- الحساب الرسمي لشرطة دبي في تويتر